# Seidenhaus Koopmann (Bremen)
Das ehemalige Seidenhaus Koopmann ist ein Geschäftshaus in Bremen-Mitte, auf dem Eckgrundstück Sögestraße 62/64 / Knochenhauerstraße 49/50. Das Gebäude wurde 1993 als Bremer Kulturdenkmal unter Denkmalschutz gestellt.

## Geschichte
Das Seidenhaus Koopmann in Bremen wurde ursprünglich 1899 als Zweiggeschäft des zuvor bereits 1889 in Hannover von dem Textil-Kaufmann Eduard Koopmann in der dortigen Georgstraße 14 eröffnet.
Der Geschäftshaus-Neubau für das Seidenhaus Koopmann in Bremen entstand nach Plänen der Architekten Heinrich Wilhelm Behrens und Friedrich Neumark von 1910 bis 1911. Das mächtige, sechsgeschossige Gebäude mit einem Staffelgeschoss und einem Walmdach weist als Bau des Eklektizismus verschiedene Stilelemente wie die neoklassizistische ionische Säulenreihe im fünften Geschoss oder die neoromanischen Rundbogenfenster auf. Die Fassadengliederung mit dem Ladengeschoss, den drei unterschiedlich zusammengefassten Mitteletagen, der davon abgesetzten fünften Etage und dem Staffelgeschoss ist sehr differenziert, teils auch unruhig. Das Bauwerk hat den Zweiten Weltkrieg fast unbeschädigt überstanden.
Bauherr war der Kaufmann Siegfried Meyer († 1935) als Inhaber des Konfektionsgeschäfts Seidenhaus Koopmann. Meyer war auch von 1916 bis 1924 Vorsteher der Israelitischen Gemeinde in Bremen. Sein Geschäft musste 1931 Konkurs anmelden.
Nach der Machtergreifung durch die Nationalsozialisten wurde die Firma Eduard Koopmann & Co., Spezialgeschäft für Hüte, Putz und Pelze, am 29. Oktober 1938 – kurz vor den Novemberpogromen – von der Firma Ristedt übernommen.
Um 2014 waren in dem Haus über den Geschäften Büroräume des Hanseatischen Oberlandesgerichts Bremen, der Sozialen Dienste der Justiz in Bremen und des Anwaltsgerichtshofs der Freien Hansestadt Bremen untergebracht. Nach einer Umbauphase eröffnet 2018 auf den sechs Stockwerken ein Apartment-Hotel.